# Amour et Jalousie
Pour plus de détails, voir Fiche technique et Distribution.
Amour et Jalousie (La fiammata) est un film italien réalisé par Alessandro Blasetti, sorti en 1952
Il s'agit d'une adaptation de la pièce d'Henry Kistemaekers La Flambée, pièce en trois actes, représentée pour la première fois à Paris au théâtre de la Porte-Saint-Martin le 7 décembre 1911.

## Synopsis
Dans un château français, sur arrière-plan de guerre imminente contre les Prussiens, l'amour et l'intrigue s'entremêlent. Monica parvient à sauver son mari colonel d'une accusation de meurtre, tout en évitant de céder au ministre de la Guerre qui voulait profiter de la situation.

## Fiche technique
- Titre : Amour et Jalousie
- Titre original : La fiammata
- Réalisation : Alessandro Blasetti
- Scénario : Alessandro Blasetti, Renato Castellani, Corrado Pavolini, Guglielmo Zorzi et Giuseppe Zucca d'après La Flambée d'Henry Kistemaekers
- Adaptation française : René Lucot
- Chef opérateur : Carlo Montuori
- Monteur : Mario Serandrei
- Musique : Alessandro Cicognini
- Décors : Mario Chiari
- Costumes : Maria De Matteis
- Sociétés de production : Cines, Excelsa Film, Minerva Film AB
- Société de distribution :  Compass Film
- Pays de production :  Italie
- Langue : Italien
- Genre : Film dramatique, Film historique
- Format : Noir et blanc — 35 mm — 1,37:1 — Son : Mono
- Durée : 87 minutes
- Dates de sortie :
  - Italie : 18 octobre 1952
  - France : 1954

## Distribution
- Eleonora Rossi Drago : Monica
- Amedeo Nazzari : colonel Felt
- Elisa Cegani : Yvonne Stettin
- Carlo Ninchi : comte Stettin
- Rolf Tasna : Beaucourt
- Sandro Pistolini : Roberto
- Delia Scala : Teresa Derrieux
- Mario Scaccia : Mauret
- Domenico Gnoli

## Critiques
- Selon le réalisateur lui-même, il s'agit d'un film « de second ordre », la démonstration que « même une direction insuffisante ne peut pas relever le niveau d'un texte médiocre[1] ».
- Pour le Dictionnaire Mereghetti, il s'agit « d'une œuvre inexorablement théâtrale et artificielle »[2].

## À noter
- Le réalisateur Alessandro Blasetti a accepté la proposition de Cines de réaliser ce film à condition que Vittorio De Sica puisse être au casting du film Altri tempi (Heureuse Epoque)[1].